# Phimenes pagdeni
Phimenes pagdeni är en stekelart som först beskrevs av Vecht 1959.  Phimenes pagdeni ingår i släktet Phimenes och familjen Eumenidae. Inga underarter finns listade i Catalogue of Life.